# Aerion
Aerion Corporation était un avionneur américain fondé par Robert Bass dont le siège social était à Reno, dans l'état du Nevada, aux États-Unis.
De 2004 à 2021, l'entreprise a développé un jet privé supersonique de 10 places de manière à réduire de 3 heures, la durée des vols transatlantiques en utilisant la technologie "boomless cruise" pour supprimer le bang supersonique,. Cet appareil aurait supposément été le premier avion supersonique sans postcombustion, pour réduire la consommation, et le premier à fonctionner aux biocarburants,. 
Aerion a brusquement annoncé, le 21 mai 2021, que l'entreprise fermerait définitivement en raison de son incapacité à mobiliser les fonds nécessaires pour poursuivre ses activités.

## Histoire
Aerion Corporation a été fondé par Robert Bass, un milliardaire texan, en tant que startup œuvrant pour la commercialisation de technologie aéronautique supersonique,. L'entreprise a commencé le développement de jets privés supersoniques en 2004.
La demande croissante de divers avionneurs pour l'expertise d'Aerion en flux laminaire naturel (NLF) a amené à la création de Aerion Technologies Corporation, une filiale en propriété exclusive, en Mai 2011,,. Aerion a déclaré que les mêmes technologies et outils de conception qui permettent la réalisation d'un jet d'affaires supersonique, peuvent également avoir des applications subsoniques et transsoniques. Au cours des 10 années précédentes, Aerion a développé des données de test et méthodes de NFL étendues pour optimiser l'application de cette technologie à la conception d'aéronefs, ainsi que d'assurer une fabrication pratique et une utilisation opérationnelle. La technologie NLF et les outils de conception d’Aerion Technologies peuvent également aider les constructeurs de structures d'aéronefs à améliorer les limites de vitesse et d’efficacité des aéronefs civils et militaires de la prochaine génération,,.

En mai 2015, Ernest (Ernie) Edwards, ancien président d’Embraer Executive Jets, a été nommé directeur commercial d’Aerion, tandis que l'ancien ingénieur en chef du Gulfstream G650, Mike Hinderberger, a été promu vice-président senior pour le développement des avions.
En mars 2018, Tom Vice, ancien président du secteur des systèmes aérospatiaux de Northrop Grumman, a été nommé président et chef de l'exploitation. Le 5 février 2019, le président du conseil d'administration, Robert Bass, a été remplacé par Tom Vice en tant que président à l'annonce d'un partenariat entre Boeing et Aerion.
En avril 2020, l'entreprise a annoncé la construction d'une usine de production de 300 millions de dollars près d'Orlando, en Floride, et le déménagement de son siège social sur le campus d'Aerion Park. Il a commencé le développement des capacités neutres en carbone de son jet AS2 grâce à la capture directe de l'air dans le cadre d'un accord de 2020 avec Carbon Engineering. En juillet 2020, Aerion s'est associé à Jetex pour organiser les voyages des passagers de l'AS2.
Le 21 mai 2021, au moment de son effondrement, la société avait 93 commandes d'avions AS2 au prix de 120 millions de dollars, soit un carnet de commandes de 11,2 milliards de dollars. Aerion ne disposait que d'une fraction des 4 milliards de dollars qu'elle estimait nécessaires pour achever la certification et commencer la production. La société a déclaré que les dépôts des clients seraient retournés,.

## Projets

### Aerion SBJ
L'Aerion SBJ était un projet d'avion d'affaires supersonique conçu par Aerion.
Dévoilé en 2004, le concepteur a sollicité une coentreprise avec un constructeur d'avions d'affaires prévoyant un développement de 1,2 à 1,4 milliard de dollars dans 7 à 8 ans. Aerion a reçu 50 lettres d'intention avant d'élargir la conception en tant qu'Aerion AS2 en 2014.
Propulsé par deux moteurs Pratt & Whitney JT8D-219, l'avion de 80 millions de dollars transporterait 8 à 12 passagers jusqu'à Mach 1,6 et jusqu'à 4000 miles marins soit 7 408 km.

### Aerion AS2
L'Aerion AS2 a été annoncé en mai 2014, comme une plus grande refonte de l'Aerion SBJ, visant une introduction après une période de développement de 7 ans. Aerion s'est initialement associé à Airbus sur le projet en septembre 2014. En décembre 2017, Airbus a été remplacé comme partenaire par Lockheed Martin. Son moteur General Electric Affinity pour l'AS2 a été dévoilé en octobre 2018. En février 2019, Boeing a remplacé Lockheed Martin en tant que partenaire.
L'avion de 12 passagers visait Mach 1,4 avec une aile à flux laminaire naturel supersonique pour une portée minimale projetée de 8 800 km,,.
Un coût de développement de 4 milliards de dollars était prévu, pour un marché de 300 avions sur 10 ans et de 500 avions au total, à 120 millions de dollars chacun. Un examen préliminaire de la conception a été retardé jusqu'en 2021 en raison de la pandémie de COVID-19. Aerion avait projeté un marché de 40 milliards de dollars pour l'AS2 avec un carnet de commandes de 3,18 milliards de dollars de sociétés telles que Flexjet et des discussions pour des commandes évaluées à 6,2 milliards de dollars supplémentaires.

### Aerion AS3
En mars 2021, Aerion a annoncé l'Aerion AS3, un projet d'avion de ligne supersonique-hypersonique de 50 places qui visait à atteindre des vitesses de Mach 4 ou plus avec une portée de 7000 km. L'entreprise visait une disponibilité commerciale d'ici la fin des années 2020.